# Manuel María Lombardini
Manuel María Lombardini (født 23. juli 1802 i Mexico City, død 2. december 1853 i Mexico City) var præsident i Mexico i en kort periode mellem den 8. februar og den 20. april 1853.